# Corsage
Corsage (prt: Corsage - Espírito Inquieto; bra: Corsage) é um longa-metragem austríaco coproduzido com Luxemburgo, Alemanha e França de drama histórico lançado em 2022 escrito e dirigido por Marie Kreutzer baseada na vida da Isabel da Baviera, Imperatriz da Áustria entre 1854 e 1898. Seu elenco principal conta com Vicky Krieps, Florian Teichtmeister, Katharina Lorenz, Jeanne Werner, Alma Hasun, Manuel Rubey, Finnegan Oldfield, Aaron Friesz, Rosa Hajjaj, Lilly Marie Tschörtner e Colin Morgan. Teve sua estreia mundial na seção Un Certain Regard do Festival de Cinema de Cannes em 20 de maio de 2022. Foi lançado na Áustria e na Alemanha em 7 de julho de 2022, estreou em Portugal em 8 de Dezembro de 2022 e está programado para ser lançado no Brasil em 12 de Janeiro de 2023 e na França em 25 de janeiro de 2023. Representante da Áustria na categoria Melhor Filme Internacional da 95.º edição do Oscar, o longa foi um dos escolhidos para adentar a lista preliminar ao prêmio. É previsto para 24 de Janeiro de 2023 a lista com os 5 indicados ao prêmio.

## Sinopse
Idolatrada por sua beleza e conhecida por inspirar tendências de moda. No entanto, completar 40 anos, A Imperatriz Elizabeth da Áustria é oficialmente considerada velha. Em nome de sua vaidade, ela luta para proteger sua imagem pública e sua liberdade.

## Elenco
- Vicky Krieps como Isabel da Baviera, Imperatriz da Áustria
- Florian Teichtmeister como Imperador Francisco José I da Áustria
- Katharina Lorenz como Condessa Marie Festetics
- Jeanne Werner como Ida Ferenczy
- Alma Hasun como Fanny Feifalik
- Manuel Rubey como  Rei Luís II da Baviera
- Finnegan Oldfield como Louis Le Prince
- Aaron Friesz como Rudolf
- Rosa Hajjaj como Valerie
- Lilly Marie Tschörtner como Queen Maria Sophie of Two Sicilies
- Colin Morgan como George "Bay" Middleton
- Alice Prosser como Anna Nahowski

## Produção
Em fevereiro de 2021, foi anunciado que Vicky Krieps, Florian Teichtmeister, Manuel Rubey e Katharina Lorenz haviam se juntado ao elenco do filme, com Marie Kreutzer dirigindo a partir de um roteiro que a mesma havia escrito.
O filme é uma coprodução entre a Film AG Produktion da Áustria, a Komplizen Film da Alemanha, a Samsa Film de Luxemburgo e a Kazak Productions da França. Com um orçamento de €7,5 milhões (US$ 8,1 milhões), a produção é 58,62% austríaca, 21,34% luxemburguesa, 10,03% alemã e 10,01% francesa. Também foi apoiado financeiramente pela Eurimages, Austrian Film Fund, Luxembourg Film Fund, FISA – Film Industry Support Austria, Vienna Film Fund e FilmFernsehFonds Bavaria.
As filmagens iniciaram em 2 de março de 2021 e terminou em 7 de julho de 2021, com locações na Áustria, Luxemburgo, França, Bélgica e Itália; incluíndo o Palácio de Hofburg e Schönbrunn em Viena e o Castelo de Eckartsau na Baixa Áustria.
Quando questionada sobre o quanto do filme era real e quanto era ficção, a diretora e roteirista de Corsage, Marie Kreutzer, afirmou que não poderia dizer em porcentagem já que nem conseguia se lembrar exatamente, mas que algumas partes foram inventadas, como o final, e também o encontro entre Isabel e Louis Le Prince, que não aconteceu na vida real.
Embora Corsage tenha sido comparado a Marie Antoinette (2006) de Sofia Coppola devido ao uso de música moderna e anacronismos, a diretora Marie Kreutzer disse que não gosta do filme de Coppola e não quer que as pessoas pensem nele.

## Alegações de abuso e movimento #MeToo na Áustria
Em 18 de junho de 2022, a diretora austríaca Katharina Mückstein compartilhou um stories no Instagram que dizia: "Esta noite um perpetrador subirá no palco e será aplaudido. E não há nada que possamos fazer para conter isso. É devastador. Desejo a todos os afetados bons nervos. #MeToo nem começou na Áustria". Nenhum nome foi mencionado, mas o único evento desse tipo acontecendo na Áustria naquela noite foi a pré-estreia de Corsage em Viena, o que gerou especulações de que Mückstein se referia a alguém que trabalhou neste filme. Mückstein disse que não poderia revelar o nome deste homem por motivos legais.
O stories de Mückstein no Instagram inspirou várias mulheres a compartilhar suas próprias experiências com assédio sexual, sexismo, racismo, homofobia e abuso de poder na comunidade austríaca de cinema e teatro, o que gerou muita atenção da mídia e desencadeou uma nova onda do Movimento #MeToo na Áustria. A diretora de Corsage, Marie Kreutzer, foi questionada sobre o assunto e declarou à revista austríaca Profil em 2 de julho de 2022 que ela soube dos rumores sobre um dos atores de Corsage "há muito tempo", quando o projeto já estava em andamento, mas enquanto houver apenas rumores e nenhuma evidência confirmada pelo tribunal, ela nunca demitirá nem removerá um membro da equipe do palco com base em rumores e, se não houver alegações concretas nem um processo contra alguém, ela atuará como juíza se reagir com consequências."Não há alegações concretas nem as vítimas contataram as autoridades para articular algo concreto. Isso é o que torna o caso tão problemático. Embora eu tenha trabalhado muito bem com ele e goste dele, não posso colocar minha mão no fogo por ele. Eu não verifico a reputação dos meus artistas ou da minha equipe. O que está no passado deles eu não posso e não quero pesquisar completamente. Só posso pedir que os pontos de contato oficiais sejam incluídos e que tudo isso não seja apenas feito entre colegas e pessoas que pensam da mesma maneira. Você tem que tomar medidas, não apenas falar sobre isso a portas fechadas. Certamente houve relatos sobre esse homem, mas, novamente, eles só vieram de pessoas que não foram afetadas nem tinham nada a testemunhar diretamente. Deve-se ater-se aos fatos, porque espalhar boatos pode prejudicar seriamente as pessoas; eu aprecio Katharina Mückstein extremamente por sua atitude e seu compromisso com a política cinematográfica, estamos definitivamente do mesmo lado. Mas, definitivamente, eu teria escolhido um caminho diferente", disse ela.
Em 9 de janeiro de 2023, a atriz Vicky Krieps (que também é produtora executiva do filme), foi questionada sobre o suposto abusador no elenco de Corsage no Instagram. Ela disse: “Então, um filme feminista feito por duas mulheres deve ser descartado por causa da má conduta de um colega homem? (Segunda pergunta) Quem exatamente está sendo prejudicado por isso?”.

## Lançamento
O longa teve sua estreia mundial na seção Un Certain Regard do Festival de Cinema de Cannes em 20 de maio de 2022. Pouco depois, a IFC Films adquiriu os direitos de distribuição do filme nos Estados Unidos, enquanto os direitos do Reino Unido e da Irlanda foram para a Picturehouse Entertainment. Também foi exibido no Festival Internacional de Cinema de Toronto em setembro de 2022 e no 60º Festival de Cinema de Nova York no mês seguinte. Em Portugal, por sua vez, os direitos foram adquiridos pela Pris Audiovisuais.
Foi lançado na Áustria e na Alemanha em 7 de julho de 2022, pela Panda Lichtspiele Filmverleih e Alamode Film, respectivamente, nos Estados Unidos em 23 de dezembro de 2022, no Reino Unido em 26 de dezembro de 2022, em Portugal em 8 de Dezembro e está previsto para estrear no Brasil em 12 de Janeiro e na França em 25 de janeiro de 2023 pela Ad Vitam Distribution.

## Recepção

### Resposta da Crítica
No site agregador de críticas, Rotten Tomatoes, 88% das 56 críticas dos críticos são positivas, com uma classificação média de 7,3/10. O consenso do site diz: "Corsage dá uma reviravolta refrescante e irreverente nas fórmulas biográficas de época, ainda mais elevadas pela virada fantástica de Vicky Krieps no papel central". O Metacritic atribuiu ao filme uma pontuação média ponderada de 80 em 100 com base em 13 críticos, indicando "aclamação universal".